# Orizarska Reka
Orizarska Reka (makedonska: Оризарска Река) är ett vattendrag i Nordmakedonien. Det ligger i den östra delen av landet, 80 km öster om huvudstaden Skopje.
Trakten runt Orizarska Reka består till största delen av jordbruksmark. Runt Orizarska Reka är det ganska tätbefolkat, med 67 invånare per kvadratkilometer.